# Red (Maschine)

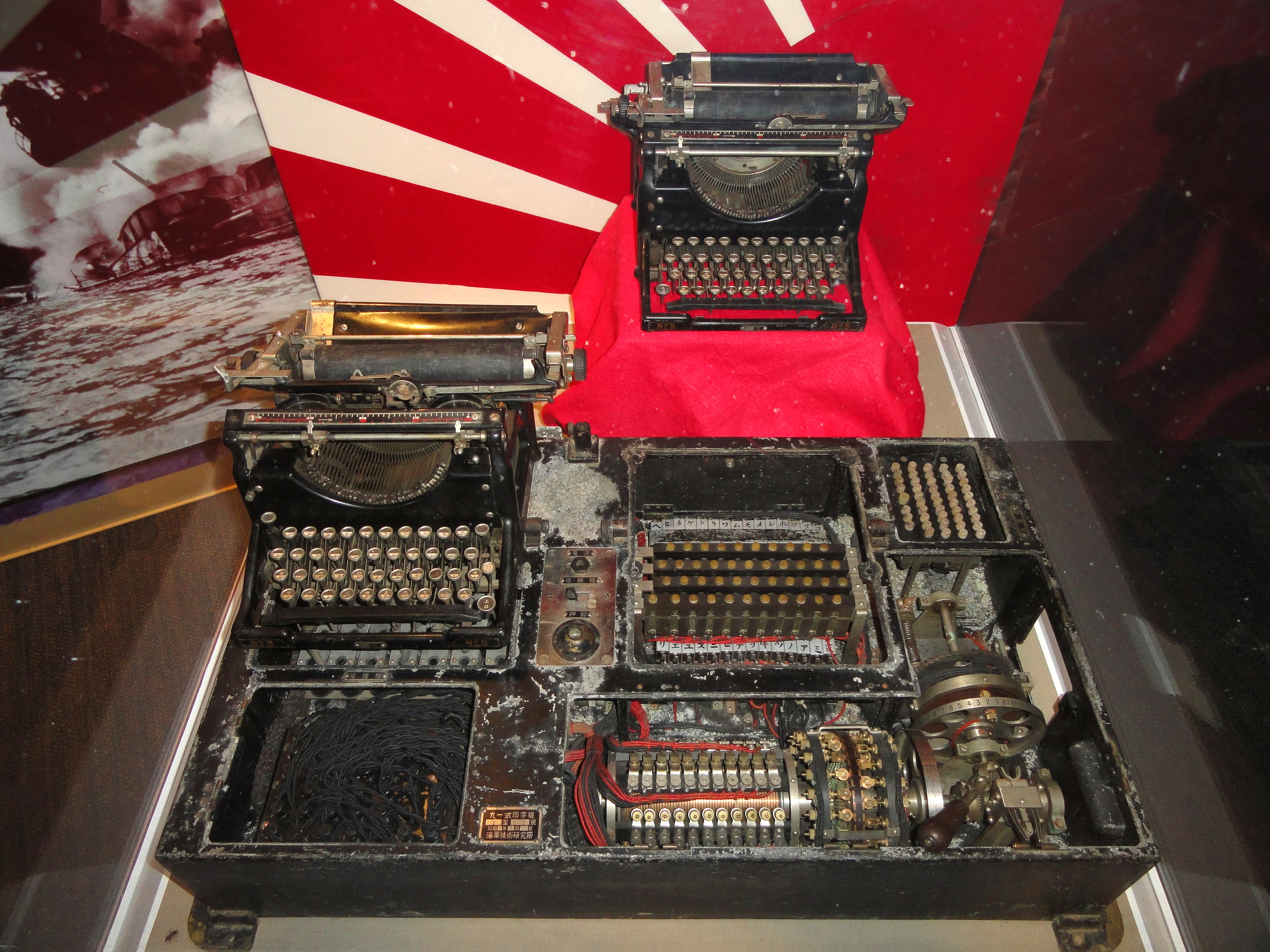
Eine erbeutete japanische Red-Maschine im NCM

Red (deutsch „Rot“) war der amerikanische Deckname für eine japanische Rotor-Chiffriermaschine aus dem Jahr 1931, die vor und vereinzelt noch während des Zweiten Weltkriegs vom japanischen diplomatischen Dienst eingesetzt wurde.
Ihr japanischer Name lautete 91‑shiki ōbun injiki (japanisch 九一式欧文印字機, deutsch Typ 91 Europäische Schreibmaschine), wobei die Zahl 91 für die japanische Jahreszahl 2591 stand, entsprechend dem westlichen Jahr 1931. Das Adjektiv „Europäisch“ bedeutet hier, dass mit ihr „europäische Buchstaben“ geschrieben werden können, gemeint sind die 26 Großbuchstaben des lateinischen Alphabets (Rōmaji). Eine alternative Bezeichnung war Angōki Taipu A (japanisch 暗号機 タイプA, deutsch Chiffriermaschine Typ A).

## Geschichte

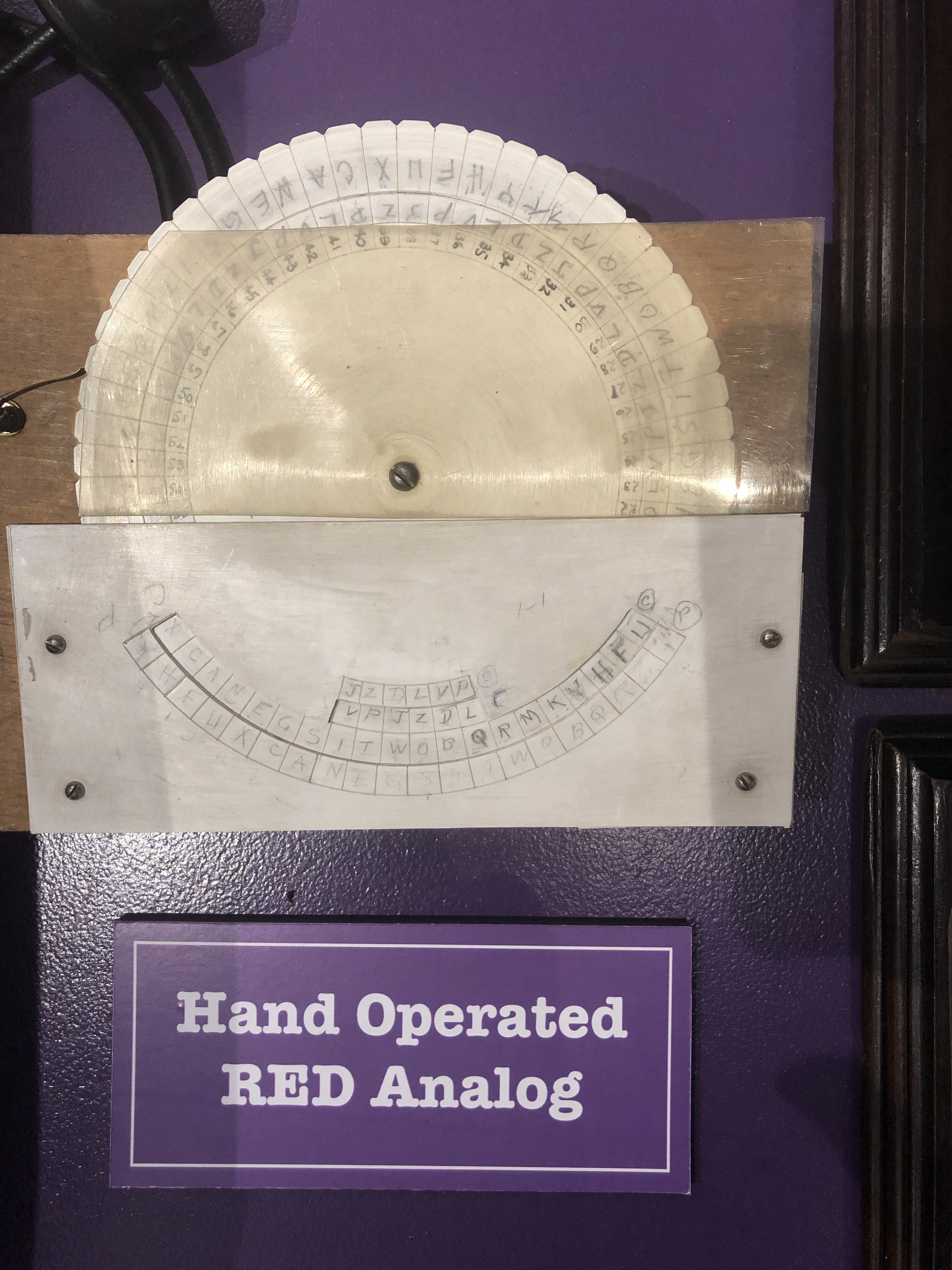
Eine einfache Chiffrierscheibe, um die Red-Verschlüsselung nachzubilden

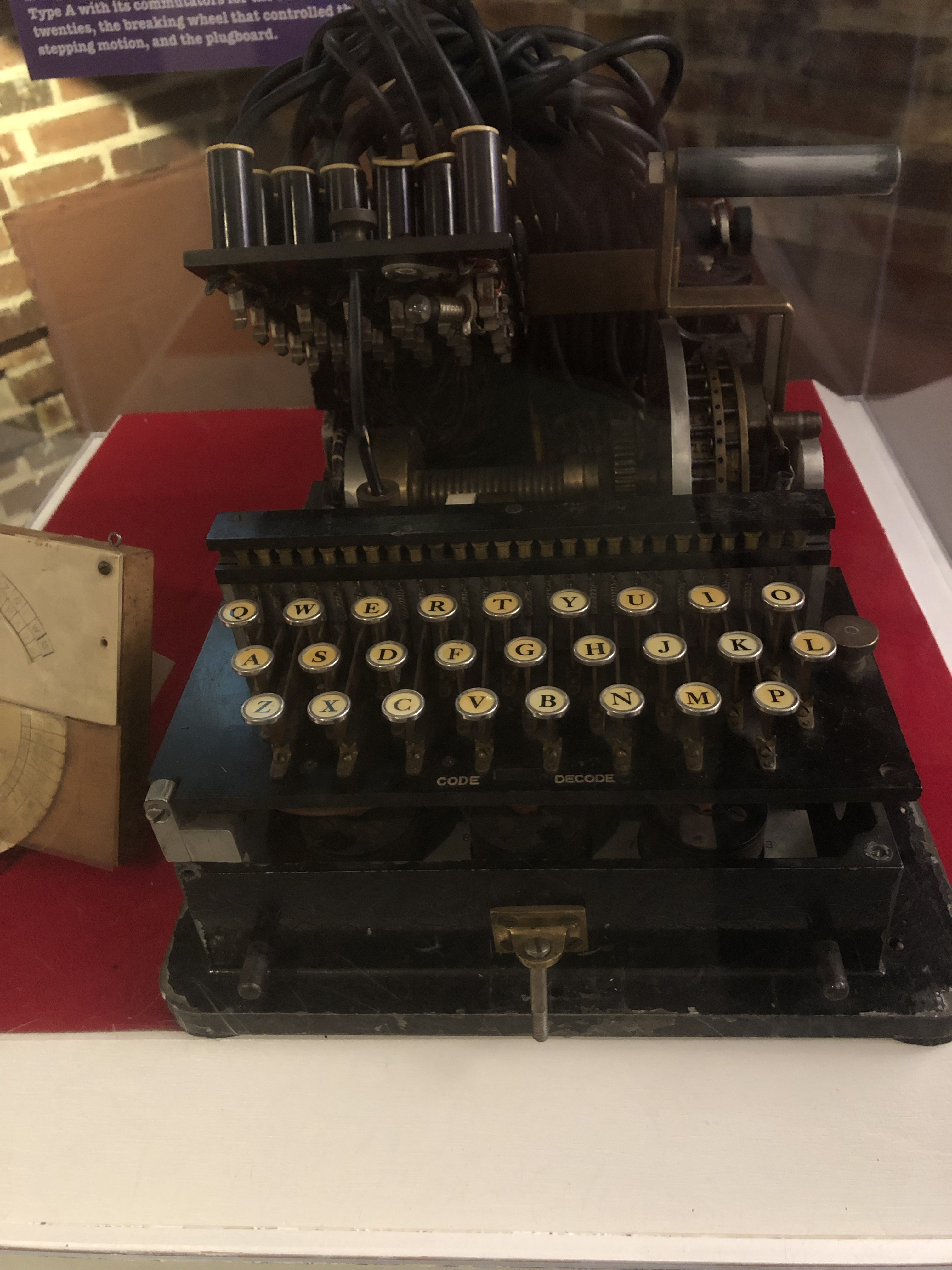
Amerikanischer Nachbau Red analog, ebenfalls im NCM

Red bekam ihren einfachen Decknamen durch den amerikanischen Signal Intelligence Service (SIS), eine damals geheime Einheit der US‑Armee, schlicht weil diese Farbe die Erste im Farbspektrum ist. Spätere japanische Maschinen erhielten amerikanische Namen wie Coral (Korallenrot), Orange, Green (Grün), Jade oder Purple (Purpur).
In Vergleich zu ihren Nachfolgerinnen, beispielsweise der „Lateinbuchstaben-Schreibmaschine Typ 97“, genannt Purple, aus dem Jahr 1937, handelte es sich um ein relativ simples Chiffriergerät. Folglich gelang der Einbruch in die Verschlüsselung mehreren gegnerischen Diensten, darunter auch der Chiffrierdienst (Pers Z) des deutschen Auswärtigen Amts in Person von Werner Kunze. Der SIS erkannte schnell, dass Red nicht alle 26 Buchstaben gleich behandelte, sondern, dass es zwei Gruppen gab: Sie nannten es „the sixes and the twenties“ („die Sechser und die Zwanziger“) Offenbar wurden die sechs Buchstaben A, E, I, O, U und Y als Vokale (V) aufgefasst und stets nur untereinander vertauscht (permutiert). Die restlichen zwanzig Buchstaben bildeten die zweite Gruppe als Konsonanten (K), die ebenfalls nur durch Buchstaben derselben Gruppe ersetzt wurden.
Die amerikanischen Kryptoanalytiker des SIS um Solomon Kullback und Frank Rowlett wussten nicht, warum dies so geschah und wie genau es die Maschine umsetzte, erkannten jedoch bereits 1935 und nutzen 1936 diese offensichtliche kryptographische Schwäche zur Entzifferung. Eine Vermutung war, dass die Japaner gerne das Muster K‑V‑K‑V‑K in den Geheimtexten erhalten wollten. Dies war ein Relikt aus den Tarifen der Telegraphengesellschaften, bei denen für Telegramme aus „aussprechbaren“ (wenn auch unverständlichen) Wörtern eine geringere Gebühr zu entrichten war, als für solche, bei denen der Text „unaussprechbar“ war.
Eine weitere erkannte Schwäche äußerte sich derart, dass die Geheimalphabete sich nach jedem Buchstaben nicht völlig regellos änderten, sondern im Wesentlichen nur verschoben, ähnlich wie es bei der Vigenère-Chiffre, einer Handschlüsselmethode aus dem 16. Jahrhundert, der Fall ist. Der SIS schlussfolgerte völlig korrekt, dass Red mit Halbrotoren arbeitete. Er baute auf Basis dieser Erkenntnisse eine Nachbildung, genannt Red analog (Bild).
Während im Nachbau des SIS zwei Halbrotoren wirkten, einer für die Sechser und der andere für die Zwanziger, besaß die japanische Maschine in Wirklichkeit nur einen einzigen viel größeren Halbrotor mit 60 Gleitkontakten. Trotz unterschiedlicher Konstruktion war die kryptographische Funktion von Red und Red analog jedoch identisch.
Nachdem noch ein Steckbrett und die zuweilen leicht unregelmäßige Fortschaltung des Halbrotors, gesteuert durch ein Zahnrad mit einstellbaren Lücken, aufgeklärt und nachgebildet worden war, konnten japanische Red-Texte von den Amerikanern „mitgelesen“ werden.